# Guanillos

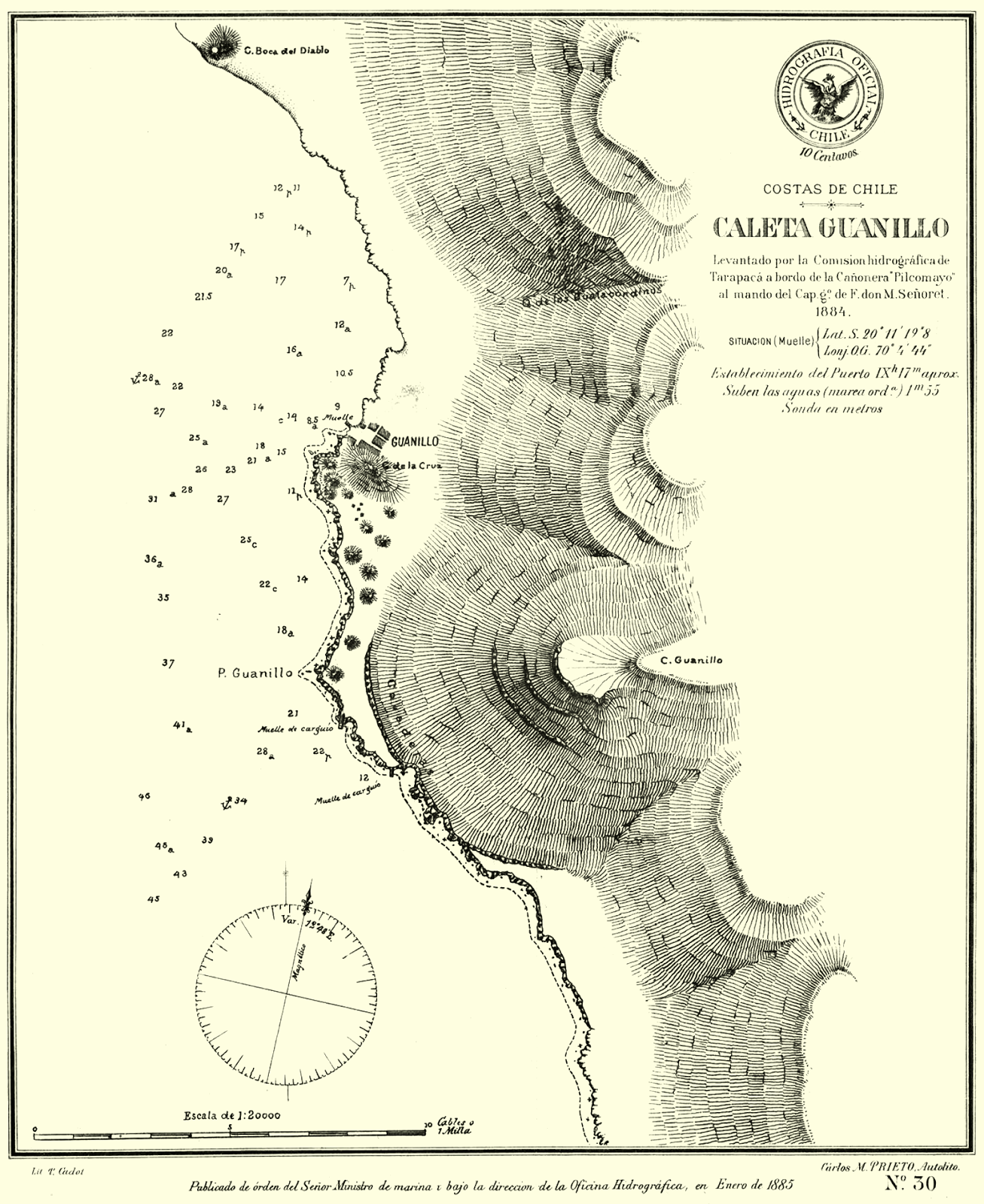
Mapa de Guanillo elaborado por la Armada de Chile.

Guanillos, a veces Huanillos, es un pequeño poblado localizado a 119 km de Iquique en la costa sur de la Región de Tarapacá en Chile que fue centro de explotación del guano en el siglo XIX. 
Guanillos fue territorio de Perú y frontera sur con Bolivia antes de la guerra del Pacífico, a cuyo comienzo sus instalaciones portuarias eran usadas para la exportación del guano. En abril de 1879 había 50 buques cargando guano que fueron expulsados y las instalaciones destruidas por la Armada de Chile al comienzo de la Campaña naval de la Guerra del Pacífico para impedir la exportación de Guano y cortar así el flujo de recaudaciones fiscales al Perú.
No debe ser confundido con la quebrada Guanillos (Paposo) ni con quebrada Guanillos (Caleta Esmeralda), ambas en la Región de Antofagasta.